# San Miguel de Lillo
La iglesia prerrománica de San Miguel de Lillo o de San Miguel de Liño (en asturiano, Samiguel de Lliño), dedicada a San Miguel Arcángel, fue construida por el rey Ramiro I en el monte Naranco, en los alrededores de Oviedo (Asturias, España). Se encuentra a escasos metros de Santa María del Naranco. Posiblemente es la que, según la crónica Albeldense, este monarca mandó a construir junto a sus palacios, con función de iglesia palatina. En principio pudo estar dedicada a Santa María y San Miguel.
Declarada por la Unesco Patrimonio de la Humanidad en 1985, en enero de 2009, se advirtió de un inminente derrumbe de la estructura y de un casi irreparable deterioro en general y por parte de las pinturas debido a la gran humedad que la asolaba. En el año 2011 se llevaron a cabo unas obras de restauración.

## Arquitectura

Planta de la iglesia.

Originalmente tuvo planta basilical de tres naves, pero solo se conserva una tercera parte de su longitud, porque durante el siglo XIII o principios del XIV se arruinó posiblemente a causa de las malas condiciones del suelo. Se conserva únicamente el vestíbulo y el arranque de sus tres naves. Sobre el primero se encuentra la tribuna real, flanqueada a ambos lados por dos pequeñas estancias.
La cubierta es abovedada, mediante un sistema complejo de bóvedas de medio cañón. Las naves están separadas por arcos que descansan en columnas, hecho inusitado por cuanto lo habitual en el arte asturiano es el uso del pilar como soporte. Estas columnas se apoyan en altas basas cuadradas que albergan decoración escultórica de arquillos que encuadran figuras.
Está realizada en su mayor parte a base de sillarejo, aunque las esquinas de los muros y los contrafuertes son de sillería. Las ventanas presentan bellas celosías talladas en piedra. La construcción resulta esbelta y muestra cierto interés de su autor por las proporciones, puesto que su altura es el triple de la anchura de sus naves.

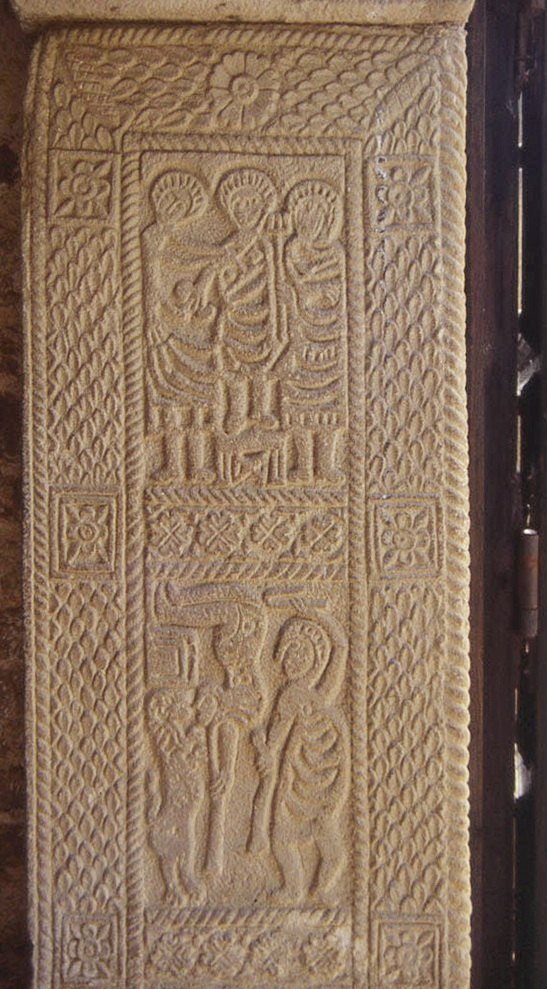
Relieve en la jamba.

## Decoración escultórica
Muy destacable es la decoración escultórica en relieve; especialmente la de las jambas de la puerta de entrada, posiblemente inspirada en un díptico consular bizantino del siglo VI, perteneciente al cónsul Areobindo, que se conserva en el Museo de San Petersburgo.
Toda la decoración escultórica en jambas, basas y capiteles denota una fuerte influencia bizantina, oriental e incluso lombarda, presentando un cierto encanto primitivista y antinaturalista.

## Decoración pictórica
Quedan restos de la decoración pictórica mural en la que se pueden distinguir dos tipos; la decorativa imita a la de la época de Alfonso II visible en San Julián de los Prados, pero existen otras totalmente novedosas con la figura humana como tema principal. Estas pinturas son visibles en el muro Sur de la nave sur y en el muro Este de la misma nave.